# (65221) 2002 ET22
2002 إي تي 22 (ويعرف أيضًا باسم (65221) 2002 إي تي 22 وفق تسمية الكوكب الصغير) (بالإنجليزية: 2002 ET22)‏ هو كويكب ضمن حزام الكويكبات؛ وترتيبه 65221 من حيث الاكتشاف.
اكتُشف هذا الجُرم الفلكي بواسطة تعقب الأجرام القريبة من الأرض في 10 مارس 2002.

## وصلات خارجية
- (65221) 2002 ET22 في قاعدة بيانات مختبر الدفع النفاث لأجرام النظام الشمسي الصغيرة

- الاكتشاف · مخطط المدار ·  العناصر المدارية · المعلمات المادية

- (65221) 2002 ET22 على موقع ويكي سكاي: DSS2, SDSS, GALEX, IRAS, Hydrogen α, X-Ray, Astrophoto, Sky Map, Articles and images